# Associação Atlética Arsul
A Associação Atlética Arsul é um clube brasileiro da cidade de Fortaleza, capital do estado do Ceará, fundando em 1979  e logo em seu primeiro campeonato conquista o de 1979 
tendo como destaque o atleta Valdo    que atuou também na seleção cearense de futsal e no Crepe e Aloísio Ximenes Júnior. 

## Títulos
- Campeonato Cearense de Futsal :1979 [1]